# Pałacyk w Rakowicach Wielkich
Pałacyk w Rakowicach Wielkich (niem. Schloss Groß Rackwitz) – zabytkowy pałacyk w Rakowicach Wielkich, w województwie dolnośląskim, w powiecie lwóweckim, w gminie Lwówek Śląski. Pałac wraz z parkiem wybudowano w II poł. XIX wieku. Zespół pałacowo-parkowy stanowi ważny element krajobrazu kulturowego Rakowic Wielkich, integrując zabudowę dworską z otaczającą zielenią w formie spójnego założenia przestrzennego. Ochroną konserwatorską objęto całość zespołu pałacowo-parkowego.

## Historia
Pałac w Rakowicach Wielkich wraz z otaczającym go zespołem parkowym stanowi cenny przykład XIX-wiecznego założenia dworskiego na Dolnym Śląsku. Znajduje się w południowo-wschodniej części wsi.
Pierwsza wzmianka o wsi Rakowice Wielkie pochodzi z 1287 roku. Zgodnie z dokumentem, ówczesny właściciel dóbr, Heinrich von Russendorf, został zwolniony przez księcia Bolka z obowiązku płacenia danin.
Pod koniec XVIII wieku właścicielem posiadłości był Josef Kirle, o czym informuje m.in. Zimmermann w swoich opracowaniach. Około połowy XIX wieku majątek przeszedł w ręce rodziny Munzerów. Pałac i towarzyszące mu budynki folwarczne wzniesiono w latach 1850–1865. W 1876 roku jako właścicieli wymienia się spadkobierców rodziny Munzer. W późniejszym okresie dobra należały do Richarda Dunkla, który posiadał je aż do czasów II wojny światowej.

## Architektura pałacu
Pałac został zbudowany w stylu neorenesansowym. Jest to jednopiętrowa, podpiwniczona budowla wzniesiona na planie prostokąta, murowana z cegły i otynkowana, z dachem namiotowym pokrytym obecnie gontem bitumicznym. Centralną częścią budynku jest sień i loggia wspartą na dwóch filarach od strony folwarku. Otwory okienne i drzwiowe zachowane są w historycznej formie, przy czym elewacje przednia i tylna są siedmioosiowe, boczne zaś pięcioosiowe. Fasada południowa  została wyróżniona pseudoryzalitem zakończonym trójkątnym naczółkiem z dekoracją z terakoty. Na pierwszym piętrze pseudoryzalitu znajdują się trzy arkady. Okna zdobi gzyms konsolkowy, a elewacje boczne są pięcioosiowe. Od północy do budynku przylega weranda z tarasem.

### Materiały i detale architektoniczne
Do budowy użyto m.in. piaskowca oraz cegły. Zachowane detale architektoniczne obejmują m.in. konsolkowe gzymsy, pełnoplastyczne elementy ramiaków okiennych, a także profilowane słupki i ślemienia. Konserwatorzy zalecają ich odtworzenie wraz z historycznym podziałem stolarki okiennej i przywróceniem dawnych szprosów.

## Układ przestrzenny
Zespół dworski zlokalizowany jest na południowo-wschodnim skraju wsi, od zachodu ograniczony lokalną drogą powiatową, od północy i wschodu pastwiskami i gruntami ornymi, a od południa zabudowaniami wiejskimi. Centralnie położony pałac frontem wychodzi na kwadratowy dziedziniec otoczony budynkami gospodarczymi. Przed fasadą znajduje się wysoki podjazd oraz owalny trawnik. Na jego bokach rosną dwie lipy liczące około 120 lat.
Wejście na teren założenia prowadzi przez bramę w kamiennym murze, zachowanym częściowo wzdłuż drogi. Za pałacem rozciąga się niewielki park.

## Park
Park o powierzchni 1,2 ha, założony w latach 60. XIX wieku, posiada centralną polanę z purpurowym bukiem (ok. 120 lat). W XX wieku wzbogacono go o nowe nasadzenia, głównie iglaków. Wśród najcenniejszych drzew wyróżniają się: miłorząb dwuklapowy o średnicy 0,5 m, dwa buki purpurowe, dwie lipy o pniach 0,8 m, lipa krymska (0,6 m), krąg dziewięciu lip w północno-zachodniej części parku oraz cztery sosny wejmutki – największa o średnicy 0,8 m. Spotkać można także modrzewie, świerki, cyprysiki groszkowe, dęby, klony, jedlice Douglasa oraz bez czarny w podszycie.